# Jude
Jude (v anglickém originále Jude) je britský dramatický film z roku 1996. Režisérem filmu je Michael Winterbottom. Hlavní role ve filmu ztvárnili Christopher Eccleston, Kate Winslet, Liam Cunningham, Rachel Griffiths a June Whitfield.

## Obsazení
| Christopher Eccleston | Jude Fawley   |
| Kate Winslet          | Sue Bridehead |
| Liam Cunningham       | Phillotson    |
| Rachel Griffiths      | Arabella      |
| June Whitfield        | Drusilla      |
| Berwick Kaler         | Troutham      |
| David Tennant         | opilec        |
| Kerry Shale           | Showman       |